# Bush Hockey League
Bush Hockey League (tidigare Old Time Hockey) är ett ishockeyspel från 2017 som släpptes 28 mars 2017 till Playstation 4 och Windows. En Xbox One-version släpptes 29 november 2017, en Nintendo Switch-version släpptes 14 april 2022. Spelet är utvecklat och utgivet av V7 Entertainment.

## Spelupplägg
Spelet utspelar sig under 1970-talet i den fiktiva ishockeyligan "Bush Hockey League" (BHL). Exekutive producenten Mike Torillo nämnde att spelet hämtade inspiration från filmen Slagskott från 1977. Bush Hockey League har spelarläge med träningsmatch och ett Story Mode. Den har olika varianter av kontroller, inkluderar enkel två knapp-kontroll och en "Beer Mode" ("Öl-läge") där spelaren styr med en hand. Spelet innehåller 10 lag. Matchkommentator är Matt Baker.